# Faux contact (série télévisée)
Faux contact est une shortcom belge en 169 épisodes d'environ 2 minutes créée par Manu Thoreau, Charlie Dupont et Benoît Forget, produite par Tourne Sol Production, réalisée par Michael Havenith et diffusée entre 1997 et 2000 sur Canal+ Belgique puis La Une (RTBF).

## Synopsis
Cette série est un pastiche de l’émission de sécurité routière Contacts, à l’époque présentée par le Commandant Daniel De Nève. La musique du générique n'est autre que celle de l'émission originelle chantée en beatboxing. Manu Thoreau reproduit le style de présentation et la diction particulière du Commandant De Nève tout en y ajoutant des erreurs langagières pour créer son personnage de gendarme, que l’on ne connaît que sous le nom de « commandant », donnant des conseils de sécurité routière farfelus ou hors de propos : par exemple, la conversion des limitations de vitesse à l’euro, le permis « brouette », les dangers du poisson d’avril au volant. Il est assisté par le sergent Verbeek qui lui sert d'assistant ou de cobaye, selon les circonstances.
Certains épisodes sont consacrés au « Plan Langues », où le commandant s'exprime dans une langue étrangère de façon complètement fantaisiste qui tient plus à la déformation du français dans le style de la langue concernée.

## Distribution

### Acteurs principaux
- Manu Thoreau : Le Commandant
- Charlie Dupont : Sergent Danny Verbeek
- Stéphane Custers : Brigadier Étienne Vervaeke
- Stéphane De Groodt : Adjudant Stéphane Coelenbier

### Acteurs récurrents
- Barbara Louys
- Isabelle Defossé : Major Isabelle Demol
- Caroline Frings

## Commentaires
La série est célèbre pour les belgicismes, dictons estropiés, mots déformés, pléonasmes et tics de langage (« à titre (exemplatoire) », « c’est clairement QFD », « qu’à cela ne tiesse »), ainsi que pour les répliques cultes telles « Bardaf, c’est l’embardée » et « Bonjour ou bonsoir si vous êtes à table ».
Les pataquès (fautes de liaison) sont très fréquents et délibérés : « …mener-t-au drame… », « …formellement-z-interdit… », etc.
Vaniteux et de mauvaise foi, il déteste qu'on lui fasse remarquer ses erreurs (fréquentes) et y répond par « héla, monsieur je-sais-tout » ou par « je ne veux pas le savoir ».

## Produits dérivés

### DVD
- Faux contact - L’intégrale (novembre 2002) (ASIN B0006OBVOO)